# Historia de las máquinas de movimiento perpetuo
La historia de las máquinas de movimiento perpetuo  data de la Edad Media. Durante milenios, empero, no estuvo claro si era posible que las máquinas de movimiento perpetuo pudieran realizarse. Sin embargo, las teorías modernas de la termodinámica han demostrado que son imposibles. A pesar de esto, aún hay muchos intentos para poder hacer estas máquinas. Quienes las diseñan y proponen, suelen describir sus inventos como máquinas de “sobreunidad” (“overunity” en inglés). La sobreunidad en la producción de energía se refiere a una tasa de producción de energía mayor que la del consumo (o una eficiencia mayor que 1), permitiendo al artefacto con sobreunidad mantenerse como un móvil perpetuo.

## Historia

### Previo alsigloXIX
La rueda mágica, una rueda que rotaba sobre su propio eje impulsada por piedras magnetizadas de manera natural, apareció en Baviera (en la actual Alemania) en el siglo VIII. Supuestamente, la rueda giraría de manera perpetua, pero las pérdidas por fricción detenían su movimiento invariablemente. Otros diseños antiguos de móviles perpetuos fueron propuestos desde la India por el matemático y astrónomo Bhaskara II. Su artefacto se describía como una rueda que, también, se mantendría girando por siempre.
El dibujo de otra máquina de movimiento perpetuo fue bosquejado por Villard de Honnecourt, un cantero y arquitecto francés del siglo XIII. El cuadernillo de dibujos de Honnecourt estaba repleto de mecanismos y arquitectura. Siguiendo el ejemplo de Villard, Peter of Maricourt diseñó un globo magnético que, al ser montado sin fricción paralelo al eje de la Tierra, podría girar una vez al día. La función de este invento sería contar con una esfera armilar automática.
Asimismo, Leonardo da Vinci también hizo un gran número de bosquejos de artefactos que podrían producir energía gratuita. Por lo general, da Vinci tenía una postura escéptica ante este tipo de máquinas. Sin embargo, eso no le impidió dibujarlas y examinarlas a detalle para comprobar o refutar su validez, sobre todo las ruedas con un sistema de pesos móviles.
Mark Anthony Zimara, un académico italiano del siglo XVI, propuso desarrollar un molino de viento que pudiera impulsarse a sí mismo. Así como Zimara, muchos otros académicos en este periodo se abocaron a este tema. Entre ellos estaba Cornelius Drebbel, quien en 1607 dedicó un móvil perpetuo a Jacobo I en su obra Wonder-vondt van de eeuwighe bewegingh. Posteriormente, éste fue descrito por Heinrich Hiesserle von Chodaw en 1621. Del mismo modo, Robert Boyle propuso una vasija perpetua (cáliz perpetuo o la "paradoja hidrostática", la cual fue discutida por Denis Papin en su texto Philosophical Transactions, de 1685). Johann Bernoulli, además, propuso una máquina de energía fluida, mientras que en 1686, Georg Andreas Böckler diseñó un molino de agua de autoimpulso y operación automática, así como una gran variedad de móviles perpetuos usando juegos de pesos, así como muchas variantes del tornillo de Arquímedes. Para 1712, Johann Bessler (Orffyreus), investigó cerca de 300 modelos diferentes de móviles perpetuos, adjudicándose la posesión del conocimiento secreto para lograr construir los móviles perpetuos.[cita requerida]
En la década de 1760, James Cox y John Joseph Merlin desarrollaron el reloj de Cox. Según ellos, este era un verdadero móvil perpetuo, pero dado que funcionaba con cambios en la presión atmosférica mediante un barómetro de mercurio, no se clasifica como un móvil perpetuo.
En 1775, la Academia de Ciencias de Francia se pronunció claramente respecto a este tipo de artefactos, declarando que la academia no aceptaría nunca más propuestas que tuvieran que ver con los móviles perpetuos. [cita requerida]

### Revolución Industrial

#### sigloXIX
En 1812, Charles Redheffer, en Filadelfia (Estados Unidos), aseguraba haber desarrollado un generador que podría alimentar otras máquinas. Tras una investigación, se dedujo que el artefacto de Redheffer estaba, más bien, conectado a otra fuente, permitiéndole entregar tal potencia. Robert Fulton expuso este engaño de parte de Redheffer durante una exposición del artefacto en Nueva York, en 1813. Lo que Fulton hizo fue remover unas tablas de madera que escondían un sistema de transmisión por correa que corría a través de la pared y hacia el ático. En el ático, se encontraba un hombre que accionaba una manivela para proveer de energía a la máquina de Redheffer.
En 1827, Sir William Congreve, 2° Barón diseñó una máquina cuyo funcionamiento estaría explicado por el fenómeno de la capilaridad del agua. Sin embargo, como era concebida la máquina, se violaría una ley de los fluidos, pues éstos deberían subir de manera constante. El aparato tendría un plano inclinado encima de unas poleas. Abajo y arriba, habría una banda hecha de esponja, una cama y, sobre esto, de nuevo una banda con grandes masas juntas. Todo el artefacto se colocaría encima de una superficie de agua inmóvil. Congreve pensaba que este sistema podría operar continuamente.[cita requerida]
En 1868, el austriaco Alois Drasch recibió una patente de Estados Unidos para una máquina que contaba con una transmisión de cuña de empuje en un motor rotativo. Esta transmisión se basaba en el supuesto de que las fuerzas opuestas de una partícula sobre un plano inclinado se descomponen hacia abajo y un lado. Si esa partícula es una esfera y el plano inclinado es un cilindro, entonces la rotación auxiliada por cierta inclinación periódica que le diera el conductor, aunada con el manejo de palancas y de la salida de potencia, sería suficiente para poder encender y hacer correr un vehículo.
En 1870, E.P. Willis, de Connecticut, en Estados Unidos, ganó dinero por un móvil perpetuo supuestamente patentado. La historia de este sistema, de gran complicación en su funcionamiento con una fuente de energía oculta, fue descrita en un artículo de la Scientific American llamado "El invento más grande jamás hecho". Investigaciones posteriores realizadas al artefacto de Willis revelaron que había una fuente escondida que lo hacía funcionar.
John Ernst Worrell Keely, por su parte, se adjudicó el invento de un motor de movimiento de resonancia de inducción. Para describir el funcionamiento, Keely explicaba que él hacía uso de la tecnología etérica. En 1872, Keely anunció que había descubierto un principio de producción de energía que se basaba en las vibraciones de los diapasones. Científicos interesados investigaron y explicaron que la máquina parecía trabajar con el flujo del agua, a pesar de que Keely se había esforzado en negarlo. Poco después de 1872, entidades de capital de riesgo lo acusaron de fraude, pues habían perdido cerca de cinco millones de dólares al invertir en él. A pesar de las demandas hechas en vida, fue hasta después de su muerte que se descubrió que su artefacto funcionaba mediante tubos escondidos de aire a presión.

#### 1900 a 1950
En 1900, Nikola Tesla afirmó que había descubierto un principio abstracto con el cual se podría basar un móvil perpetuo de segunda especie. A pesar de su afirmación, Tesla no produjo ningún prototipo, mas escribió:

Un paso lejos de los métodos conocidos —la posibilidad de un motor o máquina que actúe por su propia cuenta; inanimado, pero aun así capaz de, como un ser vivo, derivar energía del medio: la manera ideal de obtener potencia motriz.
Nikola Tesla

Entre la década de 1910 y la de 1920, Harry Perrigo, de Kansas City, en Misuri, graduado del Instituto de Tecnología de Massachusetts (MIT), afirmó haber desarrollado un aparato que producía energía gratuita. Esto llevó a Perrigo a tener una exhibición de su artefacto ante el Congreso de Estados Unidos el 15 de diciembre de 1917. Tras ella, Perrigo quedó con una solicitud pendiente para el "mejoramiento del método y el aparato para la acumulación y transformación de energía eléctrica etérea". No obstante, hicieron un reporte sobre el artefacto de Perrigo, llegando a la conclusión de que éste contenía una batería de motor escondida.

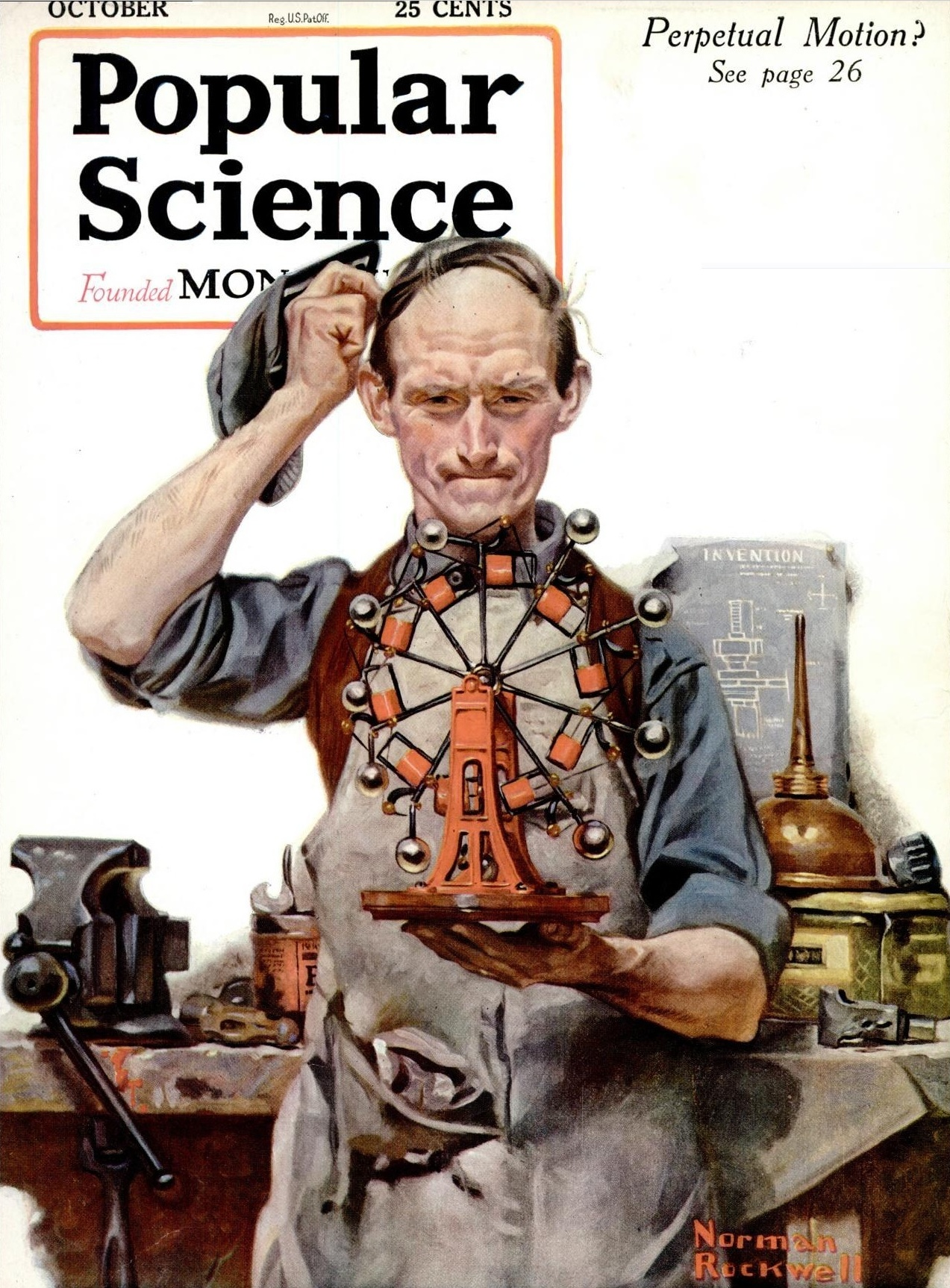
Portada de la edición de octubre de 1920 de la revista Popular Science.

Avivando la atracción por el tema, Popular Science, en su edición de octubre de 1920, publicó un artículo sobre los móviles perpetuos.

### Era moderna

#### 1951 a 1999
Durante la primera mitad del siglo XX, Viktor Schauberger aseveró que había descubierto un tipo especial de energía de vórtice en el agua. Desde su muerte en 1958, muchos aún siguen estudiando su trabajo sobre este método de producción de energía.
En 1966, Josef Papp (algunas veces llamado Joseph Papp o Joseph Papf) había supuestamente desarrollado un motor de combustión interna alternativo que utilizaba gases inertes para funcionar. Con esta aseveración, Papp se ganó a algunos inversionistas para financiar su proyecto. Desafortunadamente, cuando hizo una demostración pública de su invento, una explosión del motor causó la muerte de un miembro del público, y dejó lastimadas a otras dos personas. Papp culpó de este accidente fatal a las intervenciones que un físico, Richard Feynman, había hecho en su motor. Más tarde, Feynman publicó sus observaciones sobre este motor en un artículo en la revista Laser, una publicación de los Escépticos del Sur de California, en Estados Unidos. A pesar de este incidente, Papp coninuó recibiendo dinero por su invención, aunque nunca volvió a mostrar un desarrollo de este tipo de motor.
El 20 de diciembre de 1977, Emil T. Hartman recibió la patente 4215330 de Estados Unidos Patente USPTO n.º 4215330, por el llamado "Sistema de propulsión magnética permanente". Este artefacto está relacionado con el juguete de sobreunidad magnética simple SMOT, en inglés.
Por otro lado, Paul Bauman, un ingeniero alemán, desarrolló una máquina llamada "Testatika" y conocida como el "convertidor suizo M-L" o la "Thesta-Distatica".
Guido Franch alegó que tenía un proceso para transmutar moléculas de agua en compuestos de gasolina de alto octanaje que habría reducido el precio de la gasolina a sólo 8 centavos de dólar por galón. Este proceso se llevaba a cabo mediante un polvo verde que permitía la transmutación del agua al combustible. Por este producto, Franch fue acusado de fraude en 1954, pero fue absuelto, pues los jueces William Bauer y Philip Rominti presenciaron una demostración en el caso. Sin embargo, sí pudo ser sentenciado posteriormente, en 1974.
En 1958, Otis T. Carr de Oklahoma, fundó una compañía para la manufactura de una naves espaciales y aerodeslizadores con la forma de un ovni. Carr, a su vez, también hizo promoción de máquinas que producirían energía gratuita. En este sentido, Carr afirmaba que su inspiración principal era el trabajo de Nikola Tesla, aunque también hacía referencia a otros científicos.
En 1962, el físico Richard Feynman propuso la idea de un trinquete Browniano, el cual, supuestamente, produciría trabajo a partir del movimiento browniano. Sin embargo, se demostró que un sistema de la naturaleza de este no podría realmente dar trabajo.
En la década de 1970, David Hamel inventó lo que él llamó el generador Hamel. Este sería un aparato antigravitatorio que diseñó después de ser supuestamente abducido por alienígenas. Este generador fue puesto a prueba en el programa televisivo MythBusters (Los cazadores de mitos), en donde se demostró que no tenía atributos antigravitatorios y no servía para levantar objetos de la superficie.
Howard Robert Johnson desarrolló un motor de imanes permanentes y recibió, el 24 de abril de 1979, la patente de Estados Unidos Patente USPTO n.º 4151431. La Oficina de Patentes de Estados Unidos clasifica este artefacto como un “generador eléctrico o una estructura de motor dinamoeléctrico, lineal”. Johnson declaró que su aparato puede producir movimiento, ya sea rotatorio o lineal, a partir solamente de imanes permanentes en el rotor y el estátor, actuando uno en contra del otro. Johnson estimó, además, que los imanes permanentes hechos de los materiales adecuados podrían perder máximo un 2% de su imantación por 18 años.
El Dr. Yuri S. Potapov de Moldavia se adjudica el desarrollo de un generador electrotermal de sobreunidad basado en agua (él lo llamó “Yusmar 1”). Para este invento, el científico fundó la compañía YUSMAR, la cual le haría promoción a su generador. Sin embargo, el aparato del Dr. Potapov no ha logrado funcionar cuando es sometido a pruebas.
CETI, por otro lado, anunció el desarrolló de una celda de Patterson, la cual tiene como producto una pequeña pero aun así anómala cantidad de calor. El presunto funcionamiento se da por una baja reacción nuclear, posiblemente por la fusión fría. Sin embargo, la credibilidad de esta invención fue nulificada. Se afirma que son malas mediciones de los efectos de la fricción por el flujo de enfriamiento las que dan como resultado una producción anormal de calor

#### sigloXXI

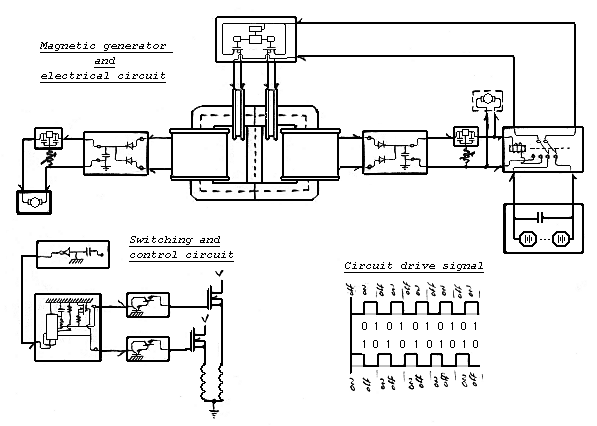
Explicación del generador electromagnético inmóvil (MEG) en la Patente no. 6362718 de Estados Unidos.

El generador electromagnético inmóvil (MEG, por sus siglas en inglés) fue construido por Tom Bearden. Supuestamente, este artefacto podría autosustentar su operación a la vez que entrega potencia para una carga adicional sin la necesidad de ser alimentado por una fuente externa. Bearden afirmaba que esto no violaba la primera ley de la termodinámica pues extraía energía del punto cero del ambiente que rodeaba al generador. El divulgador científico Martin Gardner dijo que las teorías físicas de Bearden, compiladas por él mismo en un libro llamado Energía del vacío, son consideradas como una “tontería” por el resto de la comunidad de físicos, a la vez que aseguró que probablemente Bearden habría conseguido un título apócrifo para su doctorado. Posteriormente, Bearden fundaría y dirigiría el Instituto para los Estudios Avanzados de la Fundación Alpha, (AIAS, por sus siglas en inglés), para poder difundir sus teorías. Este grupo ha publicado artículos de investigación en renombradas publicaciones especializadas, así como libros en grandes casas editoriales. Sin embargo, hay críticos que lamentan estas publicaciones, pues, aseguran, están llenas de errores conceptuales y de entendimiento de la teoría de campos electromagnéticos
Cuando Bearden fue reconocido con la patente estadounidense Patente USPTO n.º 6,362,718 en 2002, Robert Park se quejó de tal forma que la Sociedad Estadounidense de Física se pronunció en contra de este reconocimiento. La Oficina de Patentes y Marcas de Estados Unidos declaró que reexaminaría la patente y sometería su sistema de evaluación a una restructuración. Con ello, cambiaría el método para seleccionar examinadores para las patentes y les haría evaluaciones constantes para evitar que se otorgaran patentes a inventos similares en el futuro, que le quitan credibilidad a este organismo.
En el año 2002, el grupo Genesis World Energy (GWE), declaró que contaba con cerca de 400 personas que se encontraban desarrollando un artefacto que, supuestamente, convertiría agua convencional en H2 y O2, usando mucha menos energía de lo que se consideraba necesario. Sin embargo, nunca se encontró información (alternativa a la del grupo) que soportara esta afirmación. Así, en 2006, el fundador de la empresa, Patrick Kelley, fue sentenciado a cinco años de cárcel por robo a los inversionistas.
En 2006, Steorn Ltd. aseveró que habría construido un artefacto de sobreunidad que estaba basado en imanes rotatorios. Tras esta afirmación, publicó un anuncio en el cual solicitaba miembros de toda la comunidad científica para hacer pruebas sobre su trabajo. El proceso de selección de los científicos duró desde septiembre de 2006 hasta diciembre del mismo año. Como en otros casos, cuando se tenía prevista una demostración pública del funcionamiento del artefacto, esta se canceló debido a “dificultades técnicas”. Más de dos años después, en junio de 2009, el jurado que había sido seleccionado para la prueba del artefacto concluyó que este no funcionaba.

## Lecturas recomendadas
- Childress, David Hatcher (1994). The Free-Energy Device Handbook: A Compilation of Patents & Reports. Stelle, Ill: Adventures Unlimited Press. ISBN 978-0932813244
- Dircks, Henry. (1870). Perpetuum Mobile: Or, A History of the Search For Self-Motive Power, From the 13th to the 19th Century With an introductory essay. Second Series. London. W. Clowes and Sons
- Verance, Percy. (1916). Perpetual Motion: Comprising a History of the Efforts to Attain Self-Motive Mechanism with a Classified, Illustrated Collection and Explanation of the Devices Whereby it Has Been Sought and Why They Failed, and Comprising Also a Revision and Re-Arrangement of the Information Afforded by "Search for Self -Motive Power During The 17th, 18th and 19th Centuries," London, 1861, and "A History of the Search for Self-Motive Power from the 13th to The 19th Century," London, 1870, by Henry Dircks, C. E., LL. D., Etc.. 20th Century Enlightenment Specialty Co.